# ターミネーター2
『ターミネーター2』（原題: Terminator 2: Judgment Day、T2）は、1991年のアメリカのSFアクション映画。ウィリアム・ウィッシャーと共同で脚本を執筆したジェームズ・キャメロンが監督・製作を務めた。出演は、アーノルド・シュワルツェネッガー、リンダ・ハミルトン、ロバート・パトリック、エドワード・ファーロング、ジョー・モートンら。1984年に公開された『ターミネーター』の続編であり、ターミネーターシリーズの第2作目。
視覚効果は、コンピュータで作られたキャラクターに初めて人間の自然な動きを使用したり、初めて部分的にコンピュータで作られた主人公を登場させるなど、コンピュータで作られた画像の中では画期的なものだった。公開当時の製作費は9400万ドルから1億200万ドルで、それまでに作られた映画の中で最も高額だった。
1991年7月3日にトライスター・ピクチャーズから米国で公開された。公開後、演技、アクションシーン、視覚効果などが評価され、大成功を収めた。全世界で5億2,000万ドルの興行収入を記録し、シュワルツェネッガーのキャリアの中で1991年最高の興行収入を記録した。この作品は、アカデミー賞の音響編集賞、録音賞、メイクアップ賞、視覚効果賞、ヒューゴー賞映像部門など、数々の賞を受賞した。
2003年にスティーヴン・ジェイ・シュナイダーの『死ぬまでに観たい映画1001本』に掲載され、2024年、『ターミネーター2』は、アメリカ国立フィルム登録簿に追加された。

## ストーリー
プロローグ
1994〜95年のロサンゼルス。10年前のサラ・コナーとターミネーターの死闘を知る者は無く、1997年8月29日に起こり得るスカイネットと人類間の核戦争「審判の日」を記憶するサラは、後にスカイネットを開発するサイバーダイン社への爆破未遂事件を起こした後、精神病患者として警察病院へ収監されていた。
サラとカイル・リースとの間に生まれた息子のジョンは養父母の下に引き取られていたが、最終戦争に備えるサラの偏った教育を受けたジョンは子供ながらにハッキングや武器の知識に精通している一方で、今では母の言動を与太話と断じながら仲間たちと非行に走る日々を送っていた。
序盤
ある日、時空を超えて再び2体のターミネーターが送り込まれる。1体は10年前と同モデルのT-800・モデル101型、もう1体は変形自在の液体金属で構成された最新モデルT-1000型。2体はそれぞれ共通の目標であるジョンを捜索し、ショッピングモールにいた彼をほぼ同時に発見する。
T-1000の襲撃からジョンを救ったのは、かつてサラを襲ったT-800だった。警察官に扮したT-1000の追撃を振り切った後、T-800が告げたのは、未来のジョンが過去の自分と人類の未来を護るため、鹵獲したT-800を再プログラムしてこの時代へ送り込んだということだった。さらにこのT-800はジョンの指示にはすべて従うようプログラミングされていた。T-800の出現によりサラの話が真実であることを知ったジョンは、どんな事があっても人間を殺さないようT-800に誓わせ、T-1000の次の標的であるサラの救出に向かう。
その間、警察病院ではサラがショッピングモールで撮影されたT-800の写真を見せられ、危機が近づいていることを悟る。彼女は病室を抜け出して脱出を図り、病院の職員たちに取り押さえられるが、そこにジョンとT-800、そしてT-1000が現れる。T-800はサラに「死にたくないならついてこい」と告げるが、それは奇しくもカイルがサラに初めて語った言葉と同じものだった。彼女を保護してT-1000から逃れたジョン一行は、メキシコ方面への逃亡を図る。
サラの友人のキャンプにて、ジョンがT-800と交流し、信頼を深めていく様子を見たサラは、やがてこの忠実な機械こそが「ジョンの絶対的な保護者」としてふさわしい存在であることを悟り、次第に見方を改めていく。
中盤
T-800から、スカイネット誕生に繋がるコンピュータ素子を開発することになるサイバーダイン社の技術者マイルズ・ダイソンの存在を知らされたサラは、戦争を阻止すべく単身でダイソン宅に侵入して彼の殺害を試みる。しかし、ダイソンは未来のことは何も知らずに幸福な家庭を持つ市井の技術者であり、傷つけられてなお妻子と庇い合う姿に、サラは殺害を躊躇する。
母を追って来たジョンはサラを翻意させ、ダイソン夫妻にすべてを話すと共に彼の研究がかつてサラの命を狙い、破壊された最初のターミネーターの残骸に基づいていることを知る。因果の輪を断ち切るべく一同はマイルズを伴ってサイバーダイン社へ侵入。警官隊に包囲される中、マイルズの犠牲とT-800の奮戦により研究のすべてを破壊し、保管されていた最初のターミネーターの部品を持ち出す。
終盤
サイバーダイン社から逃走するサラ達の背後には奪った警察無線で状況を把握したT-1000が迫っていた。カーチェイスの末、一同は製鉄所へと突っ込む。T-1000はタンクローリーから漏れ出した液体窒素を浴びて氷漬けとなり、T-800の銃撃で粉砕されるが溶鉱炉の熱により直ぐに溶解・再生する。
短時間のうちに急激な変化を繰り返したためにT-1000は機能不全を起こしていたものの、T-800を依然として圧倒し苦戦させる。T-1000の猛攻の前に左手を失い、さらに動力源を破壊され一時的に機能停止するT-800だったが補助パワーを始動させる事により辛くも活動を再開。サラとの死闘の末にT-1000はグレネードランチャーをT-800に撃ち込まれ溶鉱炉へ転落し、断末魔の叫びとともに溶解し最期を迎えた。
ラスト
ジョンはサイバーダイン社で奪取した1984年に回収されたT-800の右腕とマイクロチップを溶鉱炉に放り込む。しかしT-800は同じものが自身にも内蔵されているため、自身を溶鉱炉へ沈ませて「消滅」させることをサラとジョンに求める。だが二人にとってもはやT-800は単なる「機械」という存在を遥かに超えていた。泣いて嫌がるジョンの頬を伝う涙に触れたT-800は初めて人間の感情と生命の尊厳を理解する。
ジョンと別れの抱擁、サラと感謝の握手を交わした後T-800はコナー親子に見送られながら溶鉱炉に没した。彼が溶鉱炉へ沈みながら最後に見せたのはメキシコでジョンに教えられたサムズアップであった。
不確定な未来の闇に対し、サラは「殺人機械ターミネーターが生命の価値を学べた事実」に希望の光を見出すのだった。

## キャスト
旧型ターミネーター（T-800） - アーノルド・シュワルツェネッガー
過去のジョンを守るため、未来のジョンがプログラムを書き換えて送り込んだターミネーター。タイムスリップ後に入ったバーのバイカーから服を奪い、ライダースの革ジャンに革製のパンツ、ブーツを着けた姿でサラやジョンを守りながらT-1000と戦う。
サラ・コナー - リンダ・ハミルトン
ジョンの母。前作の事件後に自らを鍛えて戦士となり、サイバーダイン社の爆破を試みるも失敗して逮捕され、精神病の疑いで警察病院に入院させられていた。ジョンによれば、息子を偉大な指導者に育てるべく、元グリーンベレー隊員などの屈強な男たちと交際していたという。
ジョン・コナー - エドワード・ファーロング、マイケル・エドワーズ（成年期）、ダルトン・アボット（幼児期）
サラとカイルの息子。後に人類抵抗軍のリーダーになるが、それを危惧したスカイネットが送ったT-1000に生命を狙われる。
新型ターミネーター（T-1000） - ロバート・パトリック
過去のジョンを殺害するために未来のスカイネットが送り込んだ最新の液体金属型ターミネーター。戦闘力はT-800より高く、再生能力や変身能力など駆使して戦う。また、直接触れたものに擬態できる能力も持つ。タイムスリップ後の現場で警官を殺害してその姿に擬態して以降、さまざまな人物に擬態しながらサラやジョンを追う。
マイルズ・ダイソン - ジョー・モートン
サイバーダイン社の特殊開発部部長で、前作のT-800の残骸から得られたCPUを基にした新型CPU開発プロジェクトチームのリーダー。
ピーター・シルバーマン - アール・ボーエン
ペスカデロ警察病院の専門医師。サラの理解者を装いつつ彼女が語るターミネーターの話を信じなかったが、間近でT-800とT-1000の攻防を目の当たりにすることとなり、絶句する。
ジャネル - ジェニット・ゴールドスタイン
サラが逮捕された後、里親としてジョンを引き取った女性。ジョンにあまり良い感情を持っていない。T-1000に殺害される。
トッド - ザンダー・バークレー
ジョンの養父でジャネルの夫。ジャネルとは夫婦仲があまり良くない。ジャネルになり替わったT-1000に殺害される。
カイル・リース - マイケル・ビーン
サラの夫でジョンの父。前作で現代にタイムスリップしてターミネーターと戦い、戦死。今作ではサラの夢に現れて彼女を励まし、ジョンを守るよう説得する。特別編のみ出演。

## スタッフ
- 監督 - ジェームズ・キャメロン
- 製作 - ジェームズ・キャメロン
- 製作総指揮 - ゲイル・アン・ハード/マリオ・カサール
- 脚本 - ジェームズ・キャメロン/ウィリアム・ウィッシャー
- 撮影 - アダム・グリーンバーグ
- 美術 - ジョセフ・ネメック3世
- 編集 - コンラッド・バフ/マーク・ゴールドブラット/リチャード・A・ハリス
- 音楽 - ブラッド・フィーデル
- CGI - インダストリアル・ライト&マジック/パシフィック・データ・イメージズ
- VFXスーパーバイザー - デニス・ミューレン
- 特殊メイク - スタン・ウィンストン
- 視覚効果 - ファンタジーIIフィルム・エフェクツ/4ワード・プロダクションズ
- 衣裳デザイン - マーリーン・スチュワート
- キャスティング - マリ・フィン
- 提供 - カロルコ・ピクチャーズ/パシフィック・ウエスタン・プロダクションズ（英語版）/ライトストーム・エンターテインメント/カナルプラス/トライスター ピクチャーズ

## 製作
- 前作『ターミネーター』の予想を超えたヒットにより、早くから続編の製作が期待されていたが、キャメロンは前作の焼き直しに陥るのを危惧して早期の続編製作には否定的で、「少年とターミネーター」という新たな構想を温め続けていた。

事態が大きく動いたのは1990年、カロルコのマリオ・カサールが『トータル・リコール』に続くシュワルツェネッガー主演の超大作として『T2』の製作を企画、製作の権利を買い集めた事による。脚本・監督の依頼を受けたキャメロンは、ターミネーター同様にサラ・コナーも続編に不可欠な要素と考え、ただちにリンダ・ハミルトンに連絡を取った。彼から新たなサラのキャラクターの概略を聞かされたハミルトンは、契約目前だった他の映画の主演を蹴って本作への参加を決め、激しい筋肉トレーニングや軍事教練を受けて戦士サラ・コナーへと変貌した。
キャメロンは前作で追加シーンの脚本を手がけたウィリアム・フィッシャーと共に脚本執筆を開始。第一稿が完成したのは5月10日、同年のカンヌ国際映画祭へ出発する直前だった。カンヌに向かう飛行機の中でシナリオを読んだシュワルツェネッガーは「期待以上の物だった」と絶賛した。そのカンヌ映画祭で『T2』の制作発表が行われ、封切りは翌年7月と決定したため、この前代未聞の超大作をわずか1年ほどで製作するという難事業にキャメロンは挑む事となった。帰国したキャメロンはただちにシナリオの改稿作業に取り掛かり、序盤の未来戦争のシーン（未来のジョンがカイルとターミネーターを過去に送り出す場面など）や中盤のメキシコのシーンなどが大幅にカットされた。
主役の二人以外のキャスティングも進められ、少年ジョン・コナー役は多くの子役俳優のオーディションが行われたが、結果的に演技経験ゼロだがキャメロンに「他の子役にないリアリティがある」と評価されたエドワード・ファーロングに決定。T-1000役は『ダイ・ハード2』でテロリストの一人を演じたロバート・パトリックが起用された（『ダイ・ハード2』の彼のシーンのオマージュもある）。一方、ターミネーターの特殊メイクとエンドスケルトン（内骨格）のアニマトロニクスは前作に続いてスタン・ウィンストンが担当、ターミネーターの製造工場を描いた最初の予告編の監督も務めている。T-1000の変身エフェクトは『アビス』で変形する海水のCGを手掛けたILMのデニス・ミューレンが手掛ける事となったが、当時のCGのコストがあまりに高額だった事から、当初CGで製作する予定だったシーンの多くがアニマトロニクスに変更されている。
本編撮影は90年10月から翌年4月にかけて行われ、終盤のT800の台詞「休暇が欲しい」は、現場の状況を象徴するものとして、シュワルツェネッガーが発言したアドリブをキャメロンが採用したものである。また、製鉄工場で激しくダメージを受けたターミネーターの特殊メイクは10時間近くを要し、その間シュワルツェネッガーは自身が経営する会社の仕事を行うという多忙振りだった。なお今回シュワルツェネッガー演じるターミネーターが前作から一転して「善玉」となった事について、当初は公開まで極秘にする事が検討されたが、結局はこの事実を早期に公開し、むしろ本作の売りとして積極的にPRする方針が採られる事になった。
編集作業では、上映時間の都合などからカイル登場シーンやターミネーターの手術シーンなどが削除され（特別編で復活）、またラストシーンは核戦争の起きなかった平和な未来の情景から、不確定な未来を暗示するサラのモノローグへと変更された。こうして公開まで一ヶ月を切った91年6月、遂に『T2』は完成した。
- 本作の合成には当時最新鋭のCGIやVFXを使用しているが、多額の費用と時間がかかり限界があったためCGは42ショットしか使用されておらず、SFXの使用やアナログな撮影方法も用いられている。
  - 例としてクライマックスでサラと彼女に擬態したT-1000が同時に画面に出るシーンで片方を演じているのは、リンダ・ハミルトンの双子の姉レスリーである。T-1000が擬態したサラをリンダが、奥のフォーカスが甘い本物のサラをレスリーが演じ、バストショットはリンダが演じている。レスリーはこの他に、鏡の前でT-800を修理するシーンにも出演している（実際には鏡はなく、写った側をリンダが、鏡の前をレスリーが演じている）。
  - また、病院の警備員ルイスに擬態したT-1000を演じたのも、ルイス役のドン・スタントンの双子の兄弟である。
- スカイネットの原因となったサイバーダイン社のマイクロチップを奪取する場面の撮影は実在するアメリカの半導体製造装置メーカー、マトソン・テクノロジー（英語版）の本社で行われた[4]。
- ジョンが初めてT-800とT-1000に遭遇するモールの業務用通路で、戦闘に巻き込まれて射殺される従業員を演じたのは、キャメロンと親交のあった『週刊プレイボーイ』の軍事班担当記者だった小峯隆生である[5]（津嘉山正種版では本人吹替も敢行されている）。小峯は後に同じキャメロン監督の『トゥルーライズ』にも出演している。
- T-800が行うショットガンの片手リロードは、『勇気ある追跡』においてジョン・ウェインが行うリロード「スピンコック」のオマージュ。

## 評価
本作は批評家から大絶賛されており、映画批評集積サイトの「Rotten Tomatoes」には80件以上のレビューがある。批評家支持率は93%、観客満足度は94%と、高く評価されている。平均点は10点満点中8.5点となっており、インターネット総合評価では批評家による加重スコアが100のうち75、観客によるスコアが10のうち9.1となっている。

### 受賞記録（1991年）
- アカデミー賞

最優秀メイクアップ賞、最優秀視覚効果賞、最優秀音響賞、最優秀音響編集賞
- サターン賞

最優秀SF映画賞、最優秀監督賞（ジェームズ・キャメロン）、最優秀女優賞（リンダ・ハミルトン）
最優秀若手俳優演技賞（エドワード・ファーロング）、最優秀特殊効果賞（スタン・ウィンストン）
- MTVムービー・アワード

最優秀作品賞、最優秀男優賞（アーノルド・シュワルツェネッガー）、最優秀女優賞（リンダ・ハミルトン）
最優秀新人賞（エドワード・ファーロング）、最も魅力的な女性賞（リンダ・ハミルトン）
最優秀アクション・シーン賞（フリーウェイの追跡）
- ASCAP映画TV音楽賞（ブラッド・フィーデル）
- ピープルズ・チョイス賞

最優秀映画賞
- ヒューゴー賞

最優秀ドラマ賞
- SF&ファンタジー作家賞

ブラッドベリー賞（ジェームズ・キャメロン）
- 英国アカデミー賞

最優秀特殊効果賞、最優秀音響賞
- ゴールデン・スクリーン賞（ドイツ）
- キネマ旬報ベスト・テン（日本）外国映画第8位、読者ベストテン第3位
- 毎日映画コンクール（日本）外国映画賞

## 日本語版
1991年8月24日に劇場公開された。

### 日本語吹替
| 役名                              | 俳優                                              | 日本語吹替   | 日本語吹替         | 日本語吹替         | 日本語吹替 |
| 役名                              | 俳優                                              | 劇場公開版   | 劇場公開版・特別編 | 劇場公開版・特別編 | 不明       |
| 役名                              | 俳優                                              | ソフト版1    | フジテレビ版       | ソフト版2          | 機内上映版 |
| --------------------------------- | ------------------------------------------------- | ------------ | ------------------ | ------------------ | ---------- |
| T-800                             | アーノルド・シュワルツェネッガー                  | 津嘉山正種   | 玄田哲章           | 玄田哲章           | 大友龍三郎 |
| サラ・コナー                      | リンダ・ハミルトン                                | 駒塚由衣     | 吉田理保子         | 日野由利加         | 戸田恵子   |
| ジョン・コナー                    | エドワード・ファーロング                          | 田中真弓     | 浪川大輔           | 近藤玲子           |            |
| T-1000                            | ロバート・パトリック                              | 佐古雅誉     | 江原正士           | 咲野俊介           |            |
| マイルズ・ダイソン                | ジョー・モートン                                  | 金尾哲夫     | 秋元羊介           | 上別府仁資         |            |
| ドクター・シルバーマン            | アール・ボーエン                                  | 山内雅人     | 阪脩               | をはり万造         |            |
| タリッサ・ダイソン                | S・エパサ・マーカーソン                           | 久保田民絵   | 鈴鹿千春           | きっかわ佳代       |            |
| ティム                            | ダニー・クックシー                                | 亀井芳子     | 石井邦和           | 小日向みわ         |            |
| エンリケ                          | カスチュロ・ゲッラ                                | 池田勝       | 幹本雄之           | 白山修             |            |
| ジャネル                          | ジェニット・ゴールドスタイン                      | 叶木翔子     | 相沢恵子           | 小山田詩乃         |            |
| トッド                            | ザンダー・バークレー                              | 秋元羊介     | 千田光男           | 藤原堅一           |            |
| ダグラス                          | ケン・ギーベル                                    | 辻親八       | 中田和宏           | 水野光太           |            |
| ロイド（冒頭に出てくる店の店主）  | ピート・シュラム                                  | 辻親八       | 峰恵研             | 白山修             |            |
| ブライアント                      | エナルズ・バール                                  | 津田英三     | 円谷文彦           | 松平真之介         |            |
| モスバーグ刑事                    | ドン・レイク                                      | 塚田正昭     | 小島敏彦           | 白山修             |            |
| ウェザビー刑事                    | リチャード・ヴィダン                              | 藤城裕士     | 円谷文彦           | 松平真之介         |            |
| 町の若者                          | ジム・パーマー                                    | 荒川太郎     | 真地勇志           | 松平真之介         |            |
| 町の若者の連れの黒人              | ジェラルド・G・ウィリアムス                       | 星野充昭     | 仲野裕             | 上別府仁資         |            |
| 夜勤のナース                      | グウェンダ・ディーコン                            | 久保田民絵   | 磯辺万沙子         |                    |            |
| 警備員ルイス                      | ドン・スタントン ダン・スタントン（T-1000の変身） | 秋元羊介     | 峰恵研             | 上別府仁資         |            |
| ダニー                            | デボーン・ニクソン                                |              | 滝沢ロコ           | 小日向みわ         |            |
| ヨランダ                          | ダイアン・ロドリゲス                              | 叶木翔子     | 堀越真己           |                    |            |
| サイバーダイン社の保管庫の警備員  | トニー・シモテス                                  | 荒川太郎     | 真地勇志           | 白山修             |            |
| 冒頭でT-800に服を取られる男       | ロバート・ウィンリー                              | 池田勝       | 幹本雄之           | 上別府仁資         |            |
| 冒頭でT-800にナイフで切りかかる男 | ロン・ヤング                                      | 金尾哲夫     | 小島敏彦           | 白山修             |            |
| 付き添いの看護師                  | マーク・クリストファー・ローレンス                | 荒川太郎     | 仲野裕             | 東城光志           |            |
| SWATチームのリーダー              | ディーン・ノリス                                  | 池田勝       | 小島敏彦           |                    |            |
| カイル・リース                    | マイケル・ビーン                                  | -            | 幹本雄之           | 東城光志           |            |
| サラの孫娘                        | ミスティ・ジョー・ウォーカー                      | -            | -                  | かとうあずさ       |            |
| 日本語版制作スタッフ              |                                                   |              |                    |                    |            |
| 演出                              |                                                   | 中野寛次     | 松川陸             | 松川陸             |            |
| 翻訳                              | 戸田奈津子（日本語字幕）                          | 菊池浩司     | 鈴木導             | 鈴木導             |            |
| 調整                              |                                                   |              | 栗林秀年           |                    |            |
| 録音                              |                                                   | スタジオユニ | スタジオザウルス   | エコー・スタジオ   |            |
| 担当                              |                                                   |              | 吉田啓介           | 佐藤洋             |            |
| プロデューサー                    |                                                   |              | 山形淳二           |                    |            |
| 製作                              |                                                   | ACクリエイト | グロービジョン     | スタジオ・エコー   |            |

- 各バージョンが収録されているソフト
  - ソフト版1：VHS／LD／DVD通常版／DVDスペシャルコレクション／BDプレミアムエディション（ver.1、2）／4Kレストア版UHD・BD ※すべて劇場公開版のみ。なお、特別編の吹き替え版は製作されていないため、4Kレストア版BDで劇場公開版以外を再生した場合、この音声は選択できない。U-NEXT、Huluでの配信にも使用。
  - フジテレビ版：BDプレミアムエディション ver.2／ターミネーター2 特別編（日本語吹替完全版）／4Kレストア版UHD・BD ※4Kレストア版以前は特別編のみ。なお、4Kレストア版BDには劇場公開版・特別編両方のバージョンがノーカット収録されている。
  - ソフト版2：DVDエクストリームエディション／DVDダブルエディション／BDプレミアムエディション（ver.1、2）／ターミネーター2 特別編（日本語吹替完全版）／ターミネーター2 特別編 アルティメット・エディション／4Kレストア版UHD・BD ※拡張特別編もソフト版2の吹き替えをベースに新録。Amazonプライムビデオ、Netflixでの配信にも使用。
    - 拡張特別編 - 演出：留田啓子、翻訳：Blue Moon Entertainment
- フジテレビ版初回放送
  - 劇場版：1993年10月9日『ゴールデン洋画劇場』21:04-23:44
  - 特別編：1995年4月1日『ゴールデン洋画劇場』21:04-23:59

#### 音声解説吹替版
1994年に発売されたLDセットに収録するために製作されたもの。キャストやスタッフによる音声解説を日本語で吹き替えている。
※括弧内は日本語吹替声優。
- スタン・ウィンストン（声：納谷悟朗）
- ヴァン・リン（声：納谷六朗）
- スティーヴ・ウィリアムス（声：藤原啓治）
- マリ・フィン（声：谷育子）
- ジョー・モートン（声：小山武宏）
- ブラッド・フィーデル（声：牛山茂）
- ロバート・パトリック（声：宮本充）
- ジーン・ウォーレン（声：大木民夫）
- アーノルド・シュワルツェネッガー（声：大塚明夫）
- リンダ・ハミルトン（声：沢海陽子）
- エドワード・ファーロング（声：石田彰）
- ステファニー・オースチン（声：弥永和子）
- ゲイリー・ライドストローム（声：中田和宏）
- ジェームズ・キャメロン（声：金尾哲夫）
- マーク・ゴールドブラット（声：北村弘一）
- マイケル・ビーン（声：塩屋翼）

### テレビ放映
| 回数 | 放送局     | 放送枠             | 放送日               | 放送時間    | 放送分数 | 特別編 | 平均世帯 視聴率 | 備考                                                                                    |
| ---- | ---------- | ------------------ | -------------------- | ----------- | -------- | ------ | --------------- | --------------------------------------------------------------------------------------- |
| 1    | フジテレビ | ゴールデン洋画劇場 | 1993年10月9日（土）  | 21:04-23:44 | 160分    | ----   |                 |                                                                                         |
| 2    | フジテレビ | ゴールデン洋画劇場 | 1995年4月1日（土）   | 21:04-23:59 | 175分    | 〇     | 28.0%           |                                                                                         |
| 3    | フジテレビ | ゴールデン洋画劇場 | 1996年10月5日（土）  | 21:00-23:59 | 179分    | 〇     |                 |                                                                                         |
| 4    | フジテレビ | ゴールデン洋画劇場 | 1998年12月26日（土） | 21:00-23:44 | 164分    | ----   | 19.1%           |                                                                                         |
| 5    | フジテレビ | ゴールデン洋画劇場 | 2001年2月24日（土）  | 21:00-23:44 | 164分    | ----   | 23.8%           |                                                                                         |
| 6    | フジテレビ | ゴールデンシアター | 2001年10月27日（土） | 20:03-22:54 | 171分    | 〇     | 18.1%           |                                                                                         |
| 7    | フジテレビ | ゴールデンシアター | 2003年2月22日（土）  | 20:03-22:54 | 171分    | 〇     | 18.7%           |                                                                                         |
| 8    | フジテレビ | プレミアムステージ | 2004年11月20日（土） | 21:00-23:24 | 144分    | ----   | 17.1%           |                                                                                         |
| 9    | フジテレビ | 土曜プレミアム     | 2006年4月8日（土）   | 21:00-23:24 | 144分    | ----   | 15.0%           |                                                                                         |
| 10   | フジテレビ | 土曜プレミアム     | 2008年6月28日（土）  | 21:00-23:30 | 150分    | ----   | 13.4%           | ハイビジョンマスター版                                                                  |
| 11   | フジテレビ | 土曜プレミアム     | 2009年6月13日（土）  | 21:00-23:10 | 130分    | ----   | 14.9%           |                                                                                         |
| 12   | フジテレビ | 土曜プレミアム     | 2011年6月4日（土）   | 21:00-23:10 | 130分    | ----   | 10.6%           |                                                                                         |
| 13   | テレビ東京 | 午後のロードショー | 2016年2月10日（水）  | 13:35-15:35 | 120分    | ----   |                 |                                                                                         |
| 14   | フジテレビ | 土曜プレミアム     | 2019年11月16日（土） | 21:00-23:10 | 130分    | ----   | 8.2%            | 『ターミネーター:ニュー・フェイト』公開記念                                             |
| 15   | テレビ東京 | 午後のロードショー | 2021年11月16日（火） | 13:00-15:40 | 160分    | ----   |                 | 午後のロードショー25周年を記念して、ノーカット放送。翌日に3作目がノーカット放送された。 |

- 視聴率はビデオリサーチ調べの関東地区の視聴率。
- 2回目放送時の視聴率は、ビデオリサーチの「1995年 年間高世帯視聴率番組30（関東地区）」の30位にランクインした。
- 6回目放送時、本来は「めちゃ×2イケてるッ!」を放送する予定だったが、同番組の収録準備中にスタッフの死亡事故が発生したため、予定内容を急遽変更して「ターミネーター2 特別編」が放送された。
- 120分バージョンはCMが合間に入るため、かなり内容がカットされている。T-800が革ジャン・革パンツ姿で夜の酒場からハーレーを走らせる・T-800が他人を見て笑い顔を真似る・T-800の頭部を調べる・地下室で武器を選ぶ・サラの夢で核爆発前などが無い。

## LD/DVD/Blu-ray

### LD
ターミネーター2 〈劇場公開版シネマスコープサイズ〉
オリジナル公開版を劇場と同じシネマスコープサイズで収録。字幕スーパー。オリジナル劇場予告編3種収録。
ターミネーター2 〈ビデオ版テレビサイズ〉
公開版をテレビ（アスペクト比4：3）用にキャメロン監督が画角を編集し直したもの。基本的には劇場版より左右の画面が狭く、上下が広く映っている。字幕スーパー、日本語吹替版それぞれ発売。
ターミネーター2 特別編
公開版と同じくシネマスコープサイズ版とテレビサイズ版の2種類発売。字幕スーパー。オリジナル予告編付き。国内初のTHX-LD仕様で、最終面の終了直前にモニター校正用のテスト信号を収録している。
スペシャルコレクション ターミネーター2 特別編
特別編をTHX仕様、ドルビーステレオサラウンドで収録（デジタル音声）。字幕スーパー。アナログ音声にはスタッフ・キャストによる音声解説を収録。音声解説およびインタビュー集は英語と日本語吹替版の2音声で収録（吹替版は音声解説のみDVDに流用）。一部、DVD版に未収録の映像有り。解説書付き。

### Hi-Vision LD
ターミネーター2
1993年発売。オリジナル公開版をハイビジョン仕様（MUSE方式）、4ch3-1ステレオ（デジタル音声）で収録。字幕スーパー。
当時制作会社のカロルコがパイオニアと提携していたため、カロルコ経由のフィルムレンタルが実現。日本国内でのハイビジョンテレシネが行われた。同マスターを使用してワイドテレビ用に左右幅を圧縮し、ドルビーデジタル方式のサラウンド音声も収録した「スクイーズLD」も発売された。

### DVD
パラマウント ジャパン・NBCユニバーサル・エンターテイメントジャパン（パイオニアLDC）・KADOKAWAより発売。
ターミネーター2（ジュエルケース）　品番：PIBF-1001　発売日：1997年11月21日
国内初発売版。デジタル・ニューマスター版。劇場版のみ。劇場予告編収録。後にトールケース仕様で再発売。
ターミネーター2（DTS版）　品番：PIBF-1219　発売日：2000年3月24日
上記の通常版にdts英語音声を追加収録したもの。定価6800円（税抜）
ターミネーター2 特別編　品番：PIBF-1307　発売日：2000年12月8日
特別編の本編のみをドルビー5.1chサラウンドEX、dts-ES音声にて収録したもの。キャスト・スタッフによる音声解説（英語音声と日本語吹替版）収録。
スペシャルコレクション ターミネーター2 特別編　品番：PIBF-1323　発売日：2001年9月21日
国内で発売されたソフトの中で唯一、劇場版と特別編（および拡張特別編）を1枚で見ることのできるDVD。ディスク2には膨大な量の静止画・映像特典が収録されている。劇場版のみ日本語吹替音声収録。英語音声は5.1サラウンドEXにリミックスされた。※劇場版を再生すると、劇場版でも存在した病院でサラが核爆発の夢を語るビデオ（「閃光がストロボのように…」から「なのに周囲が見えた」と語る23秒ほどのシーン）がカットされてしまう不具合がある
ターミネーター2　品番：PIBF-91001　発売日：2002年8月23日
ターミネーター2 特別編　品番：PIBF-91307　発売日：2002年8月23日
ターミネーター2 劇場公開版（T3公開記念バージョン）　品番：PIBF-91219　発売日：2003年6月21日
2000年発売のDTS版を新たなデザインでスケルトンパッケージ、ピクチャーディスク化したもの。
ターミネーター2 特別編　品番：GNBF-5014　発売日：2004年6月25日
ターミネーター2 エクストリーム・エディション　品番：GNBF-1100　発売日：2006年3月24日
スペシャルコレクションで使用されたマスターではなく、新たにHDニューマスターを製作し、さらに高レートでエンコードし、それまで発売されたDVDのなかでは最高画質とされる。音声に関しても、既存の5.1chサラウンドEXの24ビット版が採用された。日本版では、ディスク1に特別編、ディスク2に劇場公開版を収録。それまでビデオ版における「特別編」の日本語吹替版はリリースされていなかったが、T-800役に玄田哲章を起用し、5.1chサラウンドEXにて初の吹替版が製作された。(これを基に劇場版も新規作成された)ディスク1には新しい音声解説を収録。特典ディスク（ディスク3）は、特別編を再生中にメイキングやインタビューへ飛べるインタラクティブ仕様（すべて英語。対訳書付き）。
ターミネーター2 プレミアム・エディション　品番：GNXF-1012　発売日：2008年12月5日
ターミネーター2 特別編　品番：GNBF-1244　発売日：2008年12月19日
ターミネーター2 ダブル・エディション　品番：GNBF-1275　発売日：2009年5月5日
エクストリーム・エディションのディスク1、2のみを新たなパッケージで収録したもの。メタリックジャケット仕様。
ターミネーター2 特別編 日本語吹替収録版　品番：GNBF-2268　発売日：2011年5月25日
エクストリーム・エディションのディスク1のみを新たなパッケージで収録したもの。
ターミネーター2 特別編　品番：GNBF-2797　発売日：2012年4月13日
ターミネーター2 特別編 日本語吹替完全版　品番：GNBF-5090　発売日：2015年6月24日
アルティメット・エディションの廉価版。フジテレビ版吹替音声を収録。既発売のプレミアム・エディション Ver.2では一部分をカットした再放映の特別編の吹替版が使用されたが、今回はノーカット放映の特別編の吹替版を収録している。ただし、劇場公開版と拡張特別編、津嘉山正種の吹替版は収録されていない。
ターミネーター2　品番：DABA-5502　発売日：2019年8月29日
アルティメット・エディションの廉価版。フジテレビ版吹替音声を収録。既発売のプレミアム・エディション Ver.2では一部分をカットした再放映の特別編の吹替版が使用されたが、今回はノーカット放映の特別編の吹替版を収録している。ただし、劇場公開版と拡張特別編、津嘉山正種の吹替版は収録されていない。

### Blu-ray
パラマウント ジャパン・NBCユニバーサル・エンターテイメントジャパン・KADOKAWAより発売。
ターミネーター2 特別編　品番：GNXF-1003　発売日：2008年12月5日
2008年12月発売。本編はDVD版特別編と同じで、音声は英語、日本語ともにドルビーTrueHD収録。特典映像はDVD版スペシャルコレクション、エクストリーム・エディションに収録されていた特典の一部を収めた単品版。
ターミネーター2 プレミアム・エディション　品番：GNXF-1012　発売日：2008年12月5日
特別編と劇場公開版をセットにした2枚組の初回限定生産で発売。特別編ディスクは上記のBlu-ray Disc版特別編と同内容。劇場公開版ディスクは、特別編と同じ音声仕様の他、シュワルツェネッガー＝津嘉山正種のオリジナル吹替版を収録し、特典映像はDVD版スペシャルコレクションに収録されていた特典の一部を収録。上記のBlu-ray Discの発売後、一部のディスクで本編再生中に特定の箇所でフリーズして場面が飛んでしまったり、ノイズが発生するという再生不具合が発生したため、発売を中止した。その後、良品の発売を再開し、不良品ディスクは良品との無償交換を実施した。再生不具合の原因については、製造工程トラブルで記録面の最外周に微小な変形が発生し、温度が上昇すると変形が自然に回復するが、未回復の物が再生不良を引き起こす原因になっているという。そのため、全てのディスクで不具合があるわけではないと発表した。
ターミネーター2 プレミアム・エディション Ver.2.0　品番：GNXF-1032　発売日：2009年11月20日
特別編と劇場公開版をセットにした2枚組の3,000セット限定生産。特別編の本編に、削除されていた2シーンを復活させた「拡張特別編」が再生可能になっている。前バージョンではドルビーTrueHDで収録していた英語と日本語の音声を、DTS-HD Master Audioで収録。それに加え、ファンの要望に応えたというフジテレビ放送時の日本語吹替音声（モノラル）を新たに収録。オリジナル予告編もHD解像度のものにクオリティアップ。特製解説書も追加された。特典映像はメイキングや特報、予告編など従来のプレミアムエディションと同一。
フジテレビ放送版の日本語吹替音声は、劇場公開版にないシーンの追加録音を行って特別編をノーカット放映した2回目の放映版ではなく、一部分をカットした再放映版が使用されている。具体的には、サイバーダイン社での新米技術者がダイソンに『1』のターミネーターの残骸を貸してくれるように頼むシーンから、ダイソンがそれを取り出しに金庫へ向かうまでのシーンと、ジョンが盗んだカードでATMから金を引き落とすシーンの最初の部分における吹替音声の2か所（約1分）が欠落し、原語に戻っている。拡張特別編の2シーンについてはテレビ放送されたことがないので、吹替音声は存在していない。
ターミネーター2 プレミアム・エディションVer.2.0（シンプル版）　品番：GNXF-1088　発売日：2010年4月28日
上記のプレミアム・エディションVer.2.0のディスクのみを新たなパッケージに収録したもの。
ターミネーター2 特別編　品番：GNXF-1448　発売日：2013年12月20日
ターミネーター2 特別編 アルティメット・エディション　品番：GNXF-1879　発売日：2015年6月24日
特別編とこれまでの特典映像を可能な限り収録したディスクをセットにした2枚組の5,000セット限定生産。フジテレビ版吹替音声を収録。既発売のプレミアム・エディション Ver.2では一部分をカットした再放映の特別編の吹替版が使用されたが、今回はノーカット放映の特別編の吹替版を収録している。また、拡張特別編にソフト版2(新録)の吹替音声を追加収録。(別エンディングに日野由利加で追録)ただし、劇場公開版と津嘉山正種の吹替版は収録されていない。
ターミネーター2 特別編 日本語吹替完全版　品番：GNXF-1880　発売日：2015年6月24日
アルティメット・エディションの廉価版。フジテレビ版吹替音声を収録。既発売のプレミアム・エディション Ver.2では一部分をカットした再放映の特別編の吹替版が使用されたが、今回はノーカット放映の特別編の吹替版を収録している。ただし、劇場公開版と拡張特別編、津嘉山正種の吹替版は収録されていない。
ターミネーター2　品番：DAXA-5488（Blu-ray 4Kレストア版）、DAXA-5487（4KUHD）、DAXA-5502（3D）　発売日：2019年2月8日（Blu-ray 4Kレストア版・4KUHD）、2019年3月22日（3D）
スタジオカナル作品がNBCユニバーサルからKADOKAWAに移行してからの初ソフト化、4KUHD BDには、4Kデジタル修復が行われた劇場公開版のみ収録。また、ブルーレイには劇場公開版、特別編、拡張特別編の3バージョンが収録されているが、特別編と拡張特別編は劇場公開版と画質が異なる。吹き替えは劇場公開版でDVD版、フジテレビ版、VHS版が、特別編でDVD版とフジテレビ版がそれぞれ収録されている（拡張特別編は字幕対応）。

## アトラクション
世界のユニバーサル・スタジオ・テーマパークスに存在したアトラクション。

## 続編一覧
- 『ターミネーター3』（2003年公開）
- 『ターミネーター:ニュー・フェイト』（正統な続編、2019年公開）
- 『ターミネーター:サラ・コナー クロニクルズ』（『ターミネーター2』の世界観を継承する続編として、2007年にワーナー・ブラザース・テレビジョンで制作されたテレビドラマ。『T3』および『T4』とは無関係。）アメリカでの放映は2008年1月13日からFOXで行われ、2008年1月より第1シーズン全9話が放映、2008年8月に第1シーズンのDVDが発売、9月からは第2シーズンの放映が開始されている。日本では2009年1月に第1シーズンのBD&DVDがワーナー・ホーム・ビデオより発売された。
- また、本作の続編として、S・M・スターリングが書く小説『新ターミネーター2シリーズ』がある。なお、『新ターミネーター2』と『ターミネーター3』の関連は一切無く、パラレルワールドの形となっている。
  - 新ターミネーター2−未来からの潜入者− (2002年)
  - 新ターミネーター2−迫りくる嵐− (2003年)
  - 新ターミネーター2−最終戦争− (2003年)

## ゲーム関連
ターミネーター2（FC版）
横スクロールアクション。元は海外で発売されたものをパック・イン・ビデオが日本向けに製作したもの。
ターミネーター2・ジ・アーケード
ミッドウェイゲームズ製のガンシューティングゲームで、2人同時プレイ可能。日本国内ではタイトーから発売されたが、後にアクレイムジャパンにより、スーパーファミコン・メガドライブ・ゲームボーイ・ゲームギアのコンシューマー機に移植された。
ターミネーター2　(ピンボール)
デザイナーはスティーブ・リッチー。米ウィリアムズ社製、日本国内にはタイトーから発売された。フリッパーの、ガングリップブランジャーが特徴であり鉄製とプラステック製がある。
フォートナイト
『フォートナイト』に、ターミネーターの登場人物であるサラ・コナーとエンドスケルトン、T-800がスキンとして登場した。他にも、T-1000の腕のツルハシなども登場した。
コール オブ デューティシリーズ
『ヴァンガード』に、T-800とT-1000がオペレーターとして登場。

## その他
本作における未来において、核戦争を生き抜いた残りの人類は、戦争勃発の日を「審判の日（Judgment Day＝本作の原題）」と呼ぶ。本作ではこの核戦争が起こった原因の中にソビエト連邦との東西冷戦が含まれており、「審判の日」とされる8月29日はソ連初の原爆実験（RDS-1）に由来するが、作品の制作年である1991年にソビエト連邦の崩壊が起きた（そのため、テレビ放送された際の吹替え台詞と4Kレストア版では「ロシア」に変更されている）。
スペイン語風の決め台詞「Hasta la vista, Baby!」（アスタ・ラ・ビスタ、ベイビー!）は有名なスラングとなり、U2が同名のライブアルバムを作っているほか、1992年アメリカ合衆国大統領選挙においては「共和党から対立陣営へのメッセージ」として用いられ、その後も政治的な文脈でたびたび使用される。なお、スペイン語版にはこの台詞は存在せず、代わりに「Sayonara, Baby!」となっている。日本語字幕や吹替版では意訳され「地獄で会おうぜ、ベイビー!」（戸田奈津子による意訳）または「さっさと失せろ、ベイビー!」となっている。
テーマソングにガンズ・アンド・ローゼズの「ユー・クッド・ビー・マイン」が使用されており、劇中でも少しであるが流れている（ジョンが悪友とバイクを乗り回しているシーンでスピーカーから流れている）。この曲のPVでは、バンドメンバーとシュワルツェネッガーとの共演が実現している。この曲が収録された同バンドのアルバム『ユーズ・ユア・イリュージョン II』は全米初登場1位となった。この曲は後に『ターミネーター4』でも小ネタ的に用いられている。